# Liste von wallonischen Kirchen und Gemeinden
Als Wallonische Kirchen (frz. Églises wallonnes; niederl. Waalse Kerken), gelegentlich auch als Wallonerkirchen werden Reformierte Kirchen bezeichnet, deren Mitglieder während des 16. und 17. Jahrhunderts aus den südlichen Niederlanden und Frankreich geflohen waren. Die meisten Flüchtlinge kamen in die sieben nördlichen Provinzen, die späteren Vereinigten Niederlande; einige wallonische Gemeinden entstanden auch in Deutschland und England.

## Hintergrund
Schon ab den 1520er Jahren gab es reformatorische Bestrebungen in den Spanischen Niederlanden; Hendrik Vos und Johannes van Esschen waren 1523 in Brüssel die ersten Märtyrer der Reformation. 1544 gründete Pierre Brully evangelische Gemeinden, die sich trotz der Verfolgung durch die Behörden halten konnten. Von den südlichen Provinzen aus breitete sich die Reformation nordwärts aus. Spätestens seit der ersten gemeinsamen Synode in Antwerpen 1566, bei der die Confessio Belgica von 1561 als Bekenntnisgrundlage angenommen wurde, war die Kirche calvinistisch geprägt. Die blutige Verfolgung der Protestanten durch den Herzog von Alba, Fernando Álvarez de Toledo, löste 1568 den Niederländischen Aufstand aus, der in den Achtzigjährigen Krieg mündete. 1581 erklärten sich die sieben nördlichen Provinzen, in denen die Protestanten mittlerweile die Mehrheit der Bevölkerung stellten, für unabhängig. Die spanischen Truppen konnten (abgeschlossen mit der Eroberung von Antwerpen 1585) die Südprovinzen unterwerfen, scheiterten aber an dem Versuch der Eroberung der nördlichen Provinzen. Nach einem zwölfjährigen Waffenstillstand flammten 1621 die Kämpfe wieder auf und endeten erst 1648 mit der Anerkennung der Vereinigten Niederlande im Westfälischen Frieden.
Während der gesamten Zeit, verstärkt seit 1567, flohen viele niederländische Protestanten in die Nachbarländer, vor allem nach England sowie nach Ostfriesland, an den Niederrhein, in das Rhein-Main-Gebiet und die Kurpfalz. Diejenigen, die Französisch bzw. verwandte Sprachen wie Wallonisch oder Picardisch sprachen, bildeten dabei eigene Gemeinden, teilweise gemeinsam mit Glaubensflüchtlingen aus Frankreich. An der Selbstorganisation der niederländischen Flüchtlingskirche beim Weseler Konvent 1568 und der Synode von Emden 1571 waren sie beteiligt. Als 1578 viele Flüchtlinge in die Niederlande zurückgekehrt waren und eine Nationalsynode in Dordrecht abgehalten werden konnte, wurde beschlossen, dass die französischsprachigen Gemeinden innerhalb der Niederländisch-reformierten Kirche eine eigene Synode bilden sollten. Zu Beginn des 17. Jahrhunderts bestanden 43 wallonische Gemeinden in der niederländischen Republik. Für die Gottesdienste erhielten sie oft mittelalterliche Klosterkirchen oder Kapellen.
In der zweiten Hälfte des 17. Jahrhunderts hatten sich bereits viele Wallonen sprachlich assimiliert, von den Gemeinden bestanden noch 26. Ab 1680, verstärkt nach der Aufhebung des Edikts von Nantes im Jahre 1685, setzte jedoch ein gewaltiger Zustrom französischer Hugenotten in die Niederlande ein. Die Flüchtlinge schlossen sich den wallonischen Gemeinden an; an 35 Orten (auch in Suriname und Südafrika) bildeten sie eigene Gemeinden, die meist auch zur wallonischen Synode gehörten. Zu den bekanntesten hugenottischen Theologen, die Pastoren in wallonischen Gemeinden wurden, gehörten Pierre Jurieu, Pierre Bayle und Jacques Basnage. Auch die wallonischen Gemeinden in England und Deutschland wurden nun durch Hugenotten geprägt.
Innerhalb der Protestantischen Kirche in den Niederlanden bildeten die noch bestehenden zwölf wallonischen Kirchengemeinden, in denen weiterhin die französische Sprache gepflegt wird, zunächst eine eigene Classis (jetzt Teil der Classis Limburg-Brabant).

## Kirchengemeinden (Auswahl)

### Niederlande
| Bild | Ort        | Gebäude                                                                | Gründung | Anmerkungen |
|      | Amsterdam  | Waalse Kerk (Amsterdam) (zwischenzeitlich auch die Nieuwe Waalse Kerk) | 1578     | noch bestehend |
|      | Arnhem     | Waalse Kerk (Arnhem)                                                   | 1684     | seit 1972 vereinigt mit Nimwegen                                                                                               |
|      | Breda      | Waalse Kerk (Breda)                                                    | 1590     | noch bestehend |
|      | Brielle    | Sint Jacobskerk (Brielle)                                              | ?        | |
|      | Delft      | Kapelle des Prinzenhofs                                                | 1584     | noch bestehend |
|      | Den Haag   | Waalse Kerk (Den Haag)                                                 | 1591     | noch bestehend |
|      | Dordrecht  | Waalse Kerk (Dordrecht)                                                | 1586     | vereinigt mit Breda |
|      | Groningen  | Pelstergasthuiskerk                                                    | 1619     | noch bestehend |
|      | Haarlem    | Waalse kerk (Haarlem)                                                  | 1586     | noch bestehend |
|      | Leiden     | Waalse Kerk (Leiden)                                                   | 1584     | noch bestehend |
|      | Maastricht | Waalse Kerk (Maastricht)                                               | 1632     | Kirche seit 1984 im gemeinschaftlichen Gebrauch zweier Gemeinden                                                               |
|      | Middelburg | Waalse Kerk (Middelburg)                                               | 1574     | noch bestehend |
|      | Rotterdam  | Waalse Kerk (Rotterdam)                                                | 1591     | noch bestehend |
|      | Utrecht    | Pieterskerk (Utrecht)                                                  | 1583     | noch bestehend |
|      | Vaals      | Waalse Kerk (Vaals)                                                    | 1558     | gegründet durch aus Aachen ausgewiesene Flüchtlinge, lange auch Gottesdienstort für die Reformierten aus Aachen und Burtscheid |
|      | Zwolle     | Waalse Kerk (Zwolle)                                                   | 1686     | noch bestehend |

### Deutschland
| Bild | Ort                 | Gebäude                                             | Gründung | Anmerkungen |
|      | Emden               | Zeughaus am Falderntor, die spätere alte Stadthalle | 1554     | 1897 mit der deutsch-reformierten Gemeinde vereinigt                                                                                      |
|      | Frankenthal (Pfalz) | Stiftskirche St. Maria Magdalena                    | 1566     | Zu Beginn des 19. Jahrhunderts in der Pfälzer Union mit den anderen evangelischen Gemeinden vereinigt                                     |
|      | Frankfurt am Main   | Französisch-reformierte Kirche (Frankfurt am Main)  | 1554     | noch bestehend |
|      | Hanau               | Wallonisch-Niederländische Kirche                   | 1597     | noch bestehend |
|      | Heidelberg          | Kirche des Dominikanerklosters                      | 1569     | bestand (mit Unterbrechungen) bis 1819 |
|      | Kleve               |                                                     | 1566     | bestand bis 1829 |
|      | Köln                | Gottesdienste in Privathäusern                      | ca. 1570 | Aufgelöst 1775 |
|      | Lambrecht (Pfalz)   | Klosterkirche                                       | 1568     | 1720 mit der deutsch-reformierten Kirchengemeinde vereinigt                                                                               |
|      | Magdeburg           | Wallonerkirche                                      | 1689     | entstanden durch den Umzug der wallonischen Gemeinden aus Frankenthal und Mannheim, 1950 mit den anderen reformierten Gemeinden vereinigt |
|      | Mannheim            |                                                     | 1652     | bestand mit Unterbrechungen bis 1821 |
|      | Wesel               | Heiliggeisthospital                                 | 1544     | 1765 mit der französisch-reformierten Gemeinde vereinigt                                                                                  |
|      | Wetzlar             | Chor der Franziskanerkirche                         | 1586     | bestand bis 1833 |

### England
| Bild | Ort         | Gebäude                                    | Gründung | Anmerkungen      |
|      | Canterbury  | Krypta der Kathedrale von Canterbury       | 1575     | noch bestehend   |
|      | London      | St Anthony’s Chapel in Threadneedle Street | 1550     | noch bestehend   |
|      | Norwich     | St Mary The Less                           | 1565     | bestand bis 1832 |
|      | Southampton | St Julien's (Southampton)                  | 1569     | bestand bis 1939 |